# Norderney
Norderney (frízül: Ny norderoghe vagy Norder neye oog; Kb: „Norden új szigete”, a közeli Norden városka nevéből) egy Alsó-Szászországhoz tartozó német sziget. Az Északi-tenger déli peremén fekvő szárazulat a Keleti Fríz-szigetek közé tartozik és a szigetcsoport második legnagyobb tagja. A szigetnek 6000 lakója van, Norderney városa a legnagyobb település a szigeteken. Területének nagyobbik, keleti része az Alsó-Szász Watt-tenger Nemzeti Park által védett zónában fekszik, nyugati partjain élénk idegenforgalom alakult ki. Az 1797-ben fürdőhellyé nyilvánított várost évente 300 000 turista keresi fel.

## Története
A korábban elpusztult Buise sziget helyén kialakuló új szárazulatot Oldenburgi Anna grófnő 1550-es számadókönyvében először nevezték Norderney néven. Korábban Norder neye oog és Ny norderoghe néven említették. A könyv szerint a szigeten 16 háztartás és egy templom volt található. Lakói ez időben halászatból éltek. A 18. században megnövekedett a kereskedelmi hajózás szerepe, a század végére ez vált a sziget lakóinak legnagyobb bevételi forrásává. A halászat a 19. század végére az ipari méretűvé duzzadt nyílt tengeri halászat miatt megszűnt.
A tengerparti fürdőkultúra elsőként a brit és a holland tengerpartokon jelent meg. Az szennyezett levegőjű városokból ezrek érkeztek, hogy a csaknem por- és pollenmentes tengeri levegőn pihenjenek rövid ideig. 1794-ben kapta a göttingeni Georg Christoph Lichtenberg és Christoph Wilhelm Hufeland a felkérést, hogy keressenek megfelelő helyet egy angol mintára kialakítandó tengeri fürdőhely számára. Javaslatuk alapján 1797-ben Norderney szigetén megnyílt az első tengerparti strandfürdő. A vendégek száma hamarosan gyarapodásnak indult, 1819-re már a legfelkapottabb európai nyaralóhelyek közé tartozott.
1815-ben Norderneyt a Hannoveri Királysághoz csatolták. Ebben ez időben már Északi-tenger St. Moritz-ának nevezték, utalván ezzel a sok turistára. Az idegenforgalom fejlődésében szerepet játszott, hogy a hannoveri király és miniszterei minden évben hosszabb-rövidebb időt eltöltöttek Norderney partjain. Ezekben az években épült sok, máig látható és a városképet meghatározó épület.
Az 1793-as 500 lelket számláló falu 1860-ra 1200 lakosú, szállodákkal és fürdővendégekkel jól ellátott nyaralóhellyé vált. A 19. század közepén már évi 2500 vendég fordult meg a szigeten. 1866-ban Poroszország szerezte meg a sziget fölötti fennhatóságot. 1869-től kezdve ez a sziget volt a porosz királyi család nyári rezidenciája. 1886-ban még egy gyermekkórházat is nyitottak, hogy a gyermekeket a tiszta tengeri levegőn ápolhassák. Az intézmény napjainkban is működik.
A 20. század közepén már több mint 8000-en éltek állandóan a szigeten. A második világháború után a népesség gyarapodása lelassult, 1980-ra is csak 8299-re emelkedett a létszám. Azóta a sziget lakóinak száma fokozatosan csökken, 2007-ben már csak 5966 ember élt Norderneyen. Folyamatosan növekszik azonban a vendégek létszáma, a 2000-es években évi 300 000 nyaraló pihent a szigeten.

## Népessége
| Lakosok száma | 80   | 267  | 563  | 678  | 2042 | 3888 | 5875 | 6051 | 5969 | 5990 |
|               | 1550 | 1700 | 1797 | 1825 | 1875 | 1905 | 2014 | 2017 | 2021 | 2023 |

## Földrajza

### Fekvése
Norderney a Keleti Fríz-szigetek láncában helyezkedik el, a szigetsor nyugatról harmadik tagjaként. Alsó-Szászország tengerpartja mindössze 5 kilométernyire délre található. A sziget Alsó-Szászországban, Aurich megyében fekszik. Területe 26,3 km²; alakja igen elnyúlt, 14 kilométer hosszú, ám a legszélesebb helyen is csak 2,5 km széles.
A sziget 14 kilométer hosszú északi peremét strandok szegélyezik. A keletre fekvő Baltrum szigettől a Wichter Ee nevű apálymeder választja el, amely apály idején is víz alatt marad. Baltrumtól mindössze 800 méter választja el. Nyugati oldalán Juist sziget 3 kilométer távolságra fekszik, a közöttük a 20 méter mély Riffgat szoros húzódik. Norderney és a szárazföld között a Watt-tenger árapálysíkságai terülnek el. E területről apály idején levonul a tenger, így Norderney száraz lábbal megközelíthetővé válik.

### Kialakulása
Norderney a hét Keleti Fríz-sziget közül valószínűleg a legifjabb. Először 1358-ban említették, önálló szigetként csak a 16. század közepe óta létezik. Mintegy 800 évvel ezelőtt a mai Norderney helyén a Buise-sziget terült el, amelyet az 1362-es második marcell-ár elpusztított. Buise maradványai az 1651-es vihardagály idején tűntek el végleg a tengerben. Helyét folyamatosan az egyre terjeszkedő Norderney foglalta el. A legidősebb a sziget nyugati oldala, amely a régi Buise sziget homokpadján épült fel. Tőle kelet felé haladva egyre fiatalodó szárazfölddel találkozhatunk. A 19. század elején készült térképen a sziget hossza a jelenleginek körülbelül a fele. Norderney jelenleg gyors iramban kelet felé terjeszkedik, keleti oldalán egyre újabb homokpadok, strandok és dűnék alakulnak ki.

### Éghajlata
Éghajlata mérsékelt óceáni, a tél enyhe, míg a nyár hűvös.
Norderney Németország egyik legcsapadékosabb területe, az éves csapadékmennyiség 769 mm, a magyarországi mennyiség durván kétszerese. Átlagosan 138 csapadékos nap fordul elő egy évben, a csapadékmaximum novemberre esik. A legtöbb napfényt nyár elején élvezhetik a szigetlakók, decemberben viszont csak 37 órára süt ki a nap.
A tengerparti fekvés miatt az időjárás rendkívül változatos, egy napon belül akár többször is megváltozhat az időkép. A környék szélben igen gazdag, a környező partvidéken sok szélerőmű található.
| Hónap                         | Jan. | Feb. | Már. | Ápr. | Máj. | Jún. | Júl. | Aug. | Szep. | Okt. | Nov. | Dec. | Év   |
| ----------------------------- | ---- | ---- | ---- | ---- | ---- | ---- | ---- | ---- | ----- | ---- | ---- | ---- | ---- |
| Átlagos max. hőmérséklet (°C) | 4,0  | 5,0  | 8,0  | 12,0 | 17,0 | 20,0 | 21,0 | 21,0 | 18,0  | 14,0 | 8,0  | 5,0  | 12,8 |
| Átlagos min. hőmérséklet (°C) | −2,0 | −1,0 | 1,0  | 3,0  | 6,0  | 9,0  | 11,0 | 11,0 | 9,0   | 6,0  | 2,0  | 0,0  | 4,6  |
| Átl. csapadékmennyiség (mm)   | 60   | 41   | 53   | 41   | 49   | 62   | 76   | 73   | 72    | 80   | 88   | 75   | 770  |
| Havi napsütéses órák száma    | 46   | 77   | 121  | 174  | 226  | 225  | 210  | 207  | 147   | 102  | 57   | 37   | 1629 |

## Környezetvédelem

### Élővilág

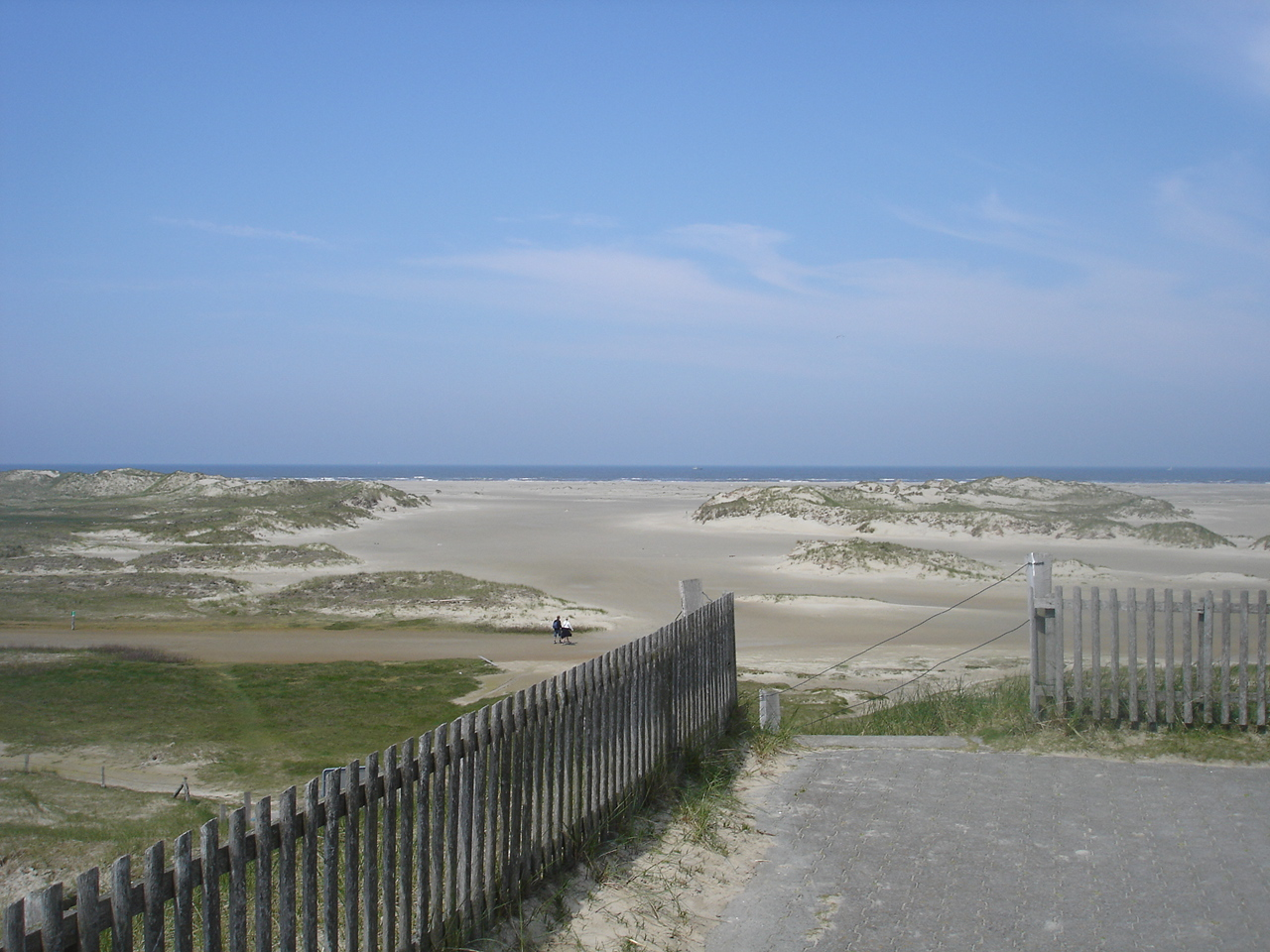
Norderney formálódó keleti partja

A sziget felszíne a kialakulás után egyedekben és fajokban egyaránt szegény volt. E állapot látható napjainkban is a sziget még formálódó keleti területein is.

A tengerből frissen felbukkanó dűnekezdeményeken (németül: Vordüne) csak sótűrő és a talaj szempontjából igen igénytelen, ún. pionírnövények növények képesek megtelepedni. Norderneyen a Strandpázsit  (Elymus farctus) alkot nagyobb telepeket. A sívó homokon megtalálható a tengeri mustár (Cakile maritima) és a homoki hajperje (Leymus arenarius). A homoknád (Ammophila arenaria) magasra növő szálai lelassítják a szelet, ezzel lehetővé teszik, hogy a homok dűnékbe halmozódjon.

A szürke dűnéket (németül: Graudüne) már humusz borítja, ezért kedvezőbb feltételeket kedvelő növények is megtelepednek felszínükön. Elterjedt faj a fásszárú homoktövis és a cinegefűz (Salix repens). A dűnék közötti sósabb felszíneken a tengerparti mézpázsit (Puccinellia maritima) a leggyakrabban előforduló faj. Norderneyen 500 növényfaj telepedett meg. A sziget nyugati végében már két kisebb, erdei fenyőkből és égerfákból álló erdő is megjelent.
A sziget környékén kiugróan magas fajgazdagságú állatvilágot találhat a látogató. A tavaszi és őszi vonulások idején madarak százezrei keresik fel Norderney partjait, hogy a környező wattokon táplálkozzanak. A sziget déli partjain nyári ludak pihennek nagy tömegben. A leggyakrabban látható madarak a dankasirályok és az ezüstsirályok, a récefélék és a verébfélék. A szigeten lévő települések belterületén csókák és hollók is költenek. A nyaralók által kevésbé háborgatott keleti részeken bíbicek, sarki partfutók, csigaforgatók, havasi partfutók és ásóludak költenek. A kevésbé gyakori fajok közé tartozik a bukóréce, a piroslábú cankó, a pehely- és fekete réce. A szigeten túlszaporodtak az üregi nyulak és a fácánok, állományukat néha vadászattal gyérítik. A strandokon rendszeresen pihennek a kúpos fókák és borjúfókák nagyobb csoportjai.

### Nemzeti park
Gazdag élővilága miatt Norderney az Alsó-Szász Watt-tenger Nemzeti Park része. A nemzeti park igazgatósága a szigetet három zónára osztotta. A települések belterülete nem tartozik a védett területek közé. Az északnyugati területek a 3-as, bármikor felkereshető zónába esnek. A 2-es, ún. pufferövezetben már nem folytatható akármilyen tevékenység. Az 1-es zóna felöleli a sziget egész keleti és déli részét. Itt a nagyszámú költőmadár miatt csak kijelölt utakon lehet közlekedni, az állatok háborgatását büntetik. A nemzeti park igazgatósága a sziget kikötőjében 1991-ben látogatóközpontot hozott létre, amelyet évente 75 000 turista keres fel.

## Közlekedés
Norderney nem autómentes sziget, területére a személyautók bevihetők. Használatukat azonban korlátozzák, este 8-tól reggel 6-ig tilos személyautóval közlekedni. A turisták sem hagyhatják járműveiket az utcán, azokat vagy a szállodák parkolóhelyein, vagy a város nagy parkolójában kell elhelyezni. A sziget keleti felére autóval behajtani tilos. Külterületen a legnagyobb megengedett sebesség 50, belterületen 30 km/óra.

A szárazföldi Norden városka és a sziget között hajójárat közlekedik. Az út kb. 50 percig tart. Szintén hajóval lehet a környező szigetekre, illetve Helgolandra eljutni. Norderney kikötője a sziget délnyugati szegletében található. A sziget és a szárazföld közötti hajózóutat folyamatosan kotorni kell hogy az apály idején is járható maradjon.

A sziget tömegközlekedését 6 helyi buszjárat biztosítja. 1946-ig Norderneynek saját, katonai célokra használt normál nyomtávú vasútvonala volt. A 20 kilométeres hálózatot azonban előbb háborús károk érték, majd a háború után nélkülöző lakosság a fából készült keresztaljakkal fűtött. A vasutat ekkor bezárták, ma már csak a sínpár melletti épületek emlékeztetnek rá.
A szigeten repülőtér is van, amelynek 1000 méteres kifutópályája kisgépek fogadására alkalmas.

## Fordítás
- Ez a szócikk részben vagy egészben a Norderney című német Wikipédia-szócikk ezen változatának fordításán alapul.  Az eredeti cikk szerkesztőit annak laptörténete sorolja fel. Ez a jelzés csupán a megfogalmazás eredetét és a szerzői jogokat jelzi, nem szolgál a cikkben szereplő információk forrásmegjelöléseként.

## Külső hivatkozások
- Norderney idegenforgalmi honlapja(németül)
- Norderney város honlapja(németül)
- Norderney története(németül)